# Rafnia amplexicaulis
Rafnia amplexicaulis är en ärtväxtart som beskrevs av Carl Peter Thunberg. Rafnia amplexicaulis ingår i släktet Rafnia och familjen ärtväxter. Inga underarter finns listade i Catalogue of Life.